# كتلة العهد
كتلة العهد كانت قائمة مشتركة بين الجبهة الديمقراطية لتحرير فلسطين وجبهة النضال الشعبي الفلسطيني وجبهة التحرير العربية والمستقلين للانتخابات البلدية في مايو 2005 في بيت لحم بالضفة الغربية. إجمالا قدمت الكتلة 9 مرشحين (5 مسيحيين و4 مسلمين). كان المرشح الأكبر للكتلة الدكتور بيتر قمري مدير مستشفى بيت جالا.